# 郭啓科
郭啓科（？—？），字令生，四川重庆府銅梁縣人，明末清初政治人物。同進士出身。

## 生平
崇祯三年（1630年）庚午科四川鄉試第四名舉人，崇禎七年（1634年），登甲戌科會試第一百四十三名，廷試三甲第一百九十四名進士，工部觀政，本年八月授山東東昌府推官。

## 家族
曾祖郭永禄；祖郭大德，乡饮宾、载府县志；父郭楷，乡饮宾。